# 甘藍金花蟲
甘藍金花蟲（学名：Phaedon brassicae）为金花蟲科條背金花蟲屬下的一个种。